# Béchir Malum
Béchir Malum (Liberia, 1982) es un pintor y escultor mauritano. Vive y trabaja en Nuakchot, Mauritania.

## Biografía
Bechir Malum nació bajo el signo del mestizaje y de los viajes: de padre mauritano y madre liberiana, dejó Liberia devastada por la guerra por la Guinea. En su Liberia natal, a la edad de nueve años, conoció a un pintor guineano que le influyó notablemente: Bechir Malum prefería observar al artista en el trabajo y aprender dibujo con él que ir a la escuela. Sus padres finalmente se dieron cuenta, y su madre le animó a dibujar, aunque no le permitió abandonar la escuela.
Instalado en Mauritania, conoció a Nicole Vignots, un artista francés residente en Nuakchot, este encuentro fue decisivo. Le enseñó a ir más allá de la figuración en el dibujo, le inició en la pintura, la abstracción, y la presentación de un trabajo de acuerdo a los estándares occidentales. Durante este aprendizaje, coincidió con otro estudiante mauritano de Nicole Vignots, el joven Oumar Ball, con quien trabajó a menudo e hizo varias exposiciones
Desde 2001 expuso regularmente en Mauritania Senegal y Francia. 

## Exposiciones
2007
- Centro Cultural Francés de Nuakchot[2]
- Club de Hermanamiento  de la villa de Arlés,[3] Francia,  Comité de hermanamientos Arles-Sagné[4]
- Galería Sinaa, Nuakchot[5]

2008
- Visions unies, con Oumar Ball, Centro Cultural Francés de Nuakchot[6]

2009
- Semana de la Francofonía, Nuakchot
- Club de Hermanamientos[7] de la villa de Arlés, Francia, con otros cuatro artistas mauritanos (Sidi Yahya, Oumar Ball, Mansour Kébé, y Zeinabou Mint Chia Mansour), invitados por el Comité de hermanamientos Arles-Sagné,[4] en su XX aniversario
- La Case à Palabres,[8] Salon de Provence, Francia

2010
- Galería Sinaa,[5] Nuakchot